# Улётное время
Улётное время (англ. Super Fun Time) — 7 эпизод 12 сезона (№ 174) сериала «Южный парк», его премьера состоялась 23 апреля 2008 года. В эпизоде Картман и Баттерс избегают попадания в заложники в Деревне Пионеров, где историки-реконструкторы относятся к своей работе чрезвычайно серьёзно.
Сценаристом и режиссёром серии является соавтор шоу Трей Паркер, и она получила рейтинг TV-MA LV, четвёртый раз за историю мультсериала. Сюжет эпизода основан в значительной степени на фильме Крепкий орешек.

## Сюжет
Четвероклассники отправляются на экскурсию в Деревню Пионеров, где актёры играют роли американских поселенцев 1864 года. Когда ученики разделяются по парам, все должны держаться за руки. Картману достаётся Баттерс, который хочет быть послушным мальчиком и не отпускает руку Эрика. Тот замечает напротив развлекательный центр и намеревается сбежать туда. Несмотря на всё упорство Баттерса, Картман тащит его туда и долго развлекается, при этом всюду таская Баттерса за собой, потому что тот отказывается отпускать руку Эрика.
В это время на Деревню Пионеров нападают бандиты, которые скрываются от полиции, потому что ограбили бургерную. Полиция приезжает и осаждает Деревню Пионеров. Несмотря на все угрозы, работники Деревни не выполняют требования бандитов (не говорят код от запасной двери), поскольку инструкция строго запрещает выходить из роли. Даже когда дети требуют сказать, как позвонить в полицию, директор говорит, что они говорят какие-то странные вещи, которые ещё не известны в то время. Теряя терпение, бандиты убивают несколько работников.
Довольный Картман возвращается в Деревню вместе с побитым на аттракционах Баттерсом. Увидев полицию, мальчики думают, что она приехала разыскивать их, потому что они без спросу убежали из Деревни. Они пытаются тайком пробраться внутрь, и когда им это удаётся, они попадают в руки бандитов. Когда бандиты требуют расцепить руки, Баттерс отказывается и бьёт бандита Эриком.
В это время в Деревню врывается полиция и убивает всех бандитов. Когда дети собираются уходить из Деревни, 2 её работника начинают драку, поскольку один из них якобы убил отца другого. Но тут по громкоговорителю объявляют, что рабочий день окончен. Драка заканчивается, и все работники идут к выходу, радостно говоря детям и код от запасного выхода и номер, на который надо звонить в полицию. Тут показывается Баттерс, устало волоча по земле Картмана, которым он защищался. Взобравшись по ступеням в автобус, Баттерс говорит Мистеру Гаррисону, что Эрик Картман добрался до автобуса, и падает без чувств.

## Отзывы
Этот эпизод получил неоднозначную реакцию. Трэвис Фиккетт из IGN оценил эпизод на 8 из 10 баллов, заявив, что «было много хороших приёмов, и это хорошо выполненный эпизод. Они играют на нашем ожидании того, что Кенни умрёт, на трусости Мистера Гаррисона, на скандальном поведении Картмана и на стойком соблюдении правил Баттерсом. Там много прикольных вещей, и это хороший способ, чтобы закончить половину сезона, прежде чем получить новые эпизоды в эфире».
Тем не менее, Джош Моделл из AV Club оценил эпизод на C+, заявив: «Это было нормально. Не хорошо, но и не ужасно. Забавно, но не весело. Было заметно отсутствие прозелитизма, который может быть хорошим или плохим».
Брэд Тричак из TV Squad в своей рецензии назвал эпизод симпатичным, хотя он и не эксплуатирует тему острой сатиры.